# Kazuki Segawa
Kazuki Segawa (japanisch 瀬川 和樹 Segawa Kazuki; * 25. April 1990 in Miyoshi) ist ein japanischer Fußballspieler.

## Karriere
Segawa erlernte das Fußballspielen in der Schulmannschaft der Eishin High School und der Universitätsmannschaft der Kokushikan-Universität. Seinen ersten Vertrag unterschrieb er 2013 bei Thespakusatsu Gunma. Der Verein spielte in der zweithöchsten Liga des Landes, der J2 League. Für den Verein absolvierte er 55 Ligaspiele. 2015 wechselte er zum Erstligisten Montedio Yamagata. Am Ende der Saison 2015 stieg der Verein in die zweite Liga ab. Für den Verein absolvierte er 25 Ligaspiele. 2018 wechselte er zum Ligakonkurrenten Renofa Yamaguchi FC. Für den Verein absolvierte er 36 Ligaspiele. Im Juli 2019 wechselte er zum Ligakonkurrenten Tochigi SC. Für den Verein aus Utsunomiya stand er 58-mal in der zweiten Liga auf dem Spielfeld. Im Januar 2021 wechselte er zum Fünftligisten Criacao Shinjuku in die Präfektur Tokio. Mit dem Verein wurde er Meister und stieg somit in die vierte Liga auf.

## Erfolge
Criacao Shinjuku
- Kanto Soccer League (Div.1): 2021  ▲